# 어쌔신 게임
《어쌔신 게임》(영어: Assassin's Game)은 2019년 공개한 미국의 범죄, 액션 영화이다.

## 출연

### 주연
- 엠버 번스 - 버니 역
- 스티븐 하스 - 스워드 매스터 역
- 어니스트 잼 - 바르가스 역
- 존 대눅 - 맥스 역

### 조연
- 하킴 샤리프 - 세이지 역
- 제리 서 - 진 역
- 다니엘 로슈 - Y 역